# Tholera nervosa
Tholera nervosa är en fjärilsart som beskrevs av Hans Zerny 1927. Tholera nervosa ingår i släktet Tholera och familjen nattflyn. Inga underarter finns listade i Catalogue of Life.